# Share (film 2019)
Share è un film del 2019 scritto e diretto da Pippa Bianco, basato sull'omonimo cortometraggio della stessa Bianco.
È stato presentato per la prima volta al Sundance Film Festival il 25 gennaio 2019, mentre negli Stati Uniti è stato distribuito dalla rete televisiva HBO. In Italia è stato trasmesso su Sky Cinema Uno.

## Trama
La sedicenne Mandy si risveglia nel prato di casa sua dopo una notte trascorsa a una festa con dei suoi compagni di liceo. Lungo quel giorno e nei successivi comincia a ricevere messaggi dai suoi amici, ma anche da persone che non conosce, a proposito di un video che la ritrae, incosciente, circondata da alcuni ragazzi intenzionati ad abusare sessualmente di lei. Mandy però non ricorda nulla e cercherà di ricostruire cosa sia davvero successo in quella tragica notte.

## Accoglienza
Il film ha ricevuto recensioni principalmente positive. Sull'aggregatore Rotten Tomatoes ha ottenuto un tasso di approvazione dell'81% basato su 21 recensioni con una valutazione media di 7.15/10. Su Metacritic ha ottenuto un punteggio di 73 su 100, basato sul parere di 8 critici.